# Specie di Cladonia
Di seguito sono descritte le 754 specie appartenenti al genere Cladonia, note a settembre 2009, con il nome dello scopritore e/o descrittore della specie e, ove era documentato, i principali luoghi di ritrovamento: 

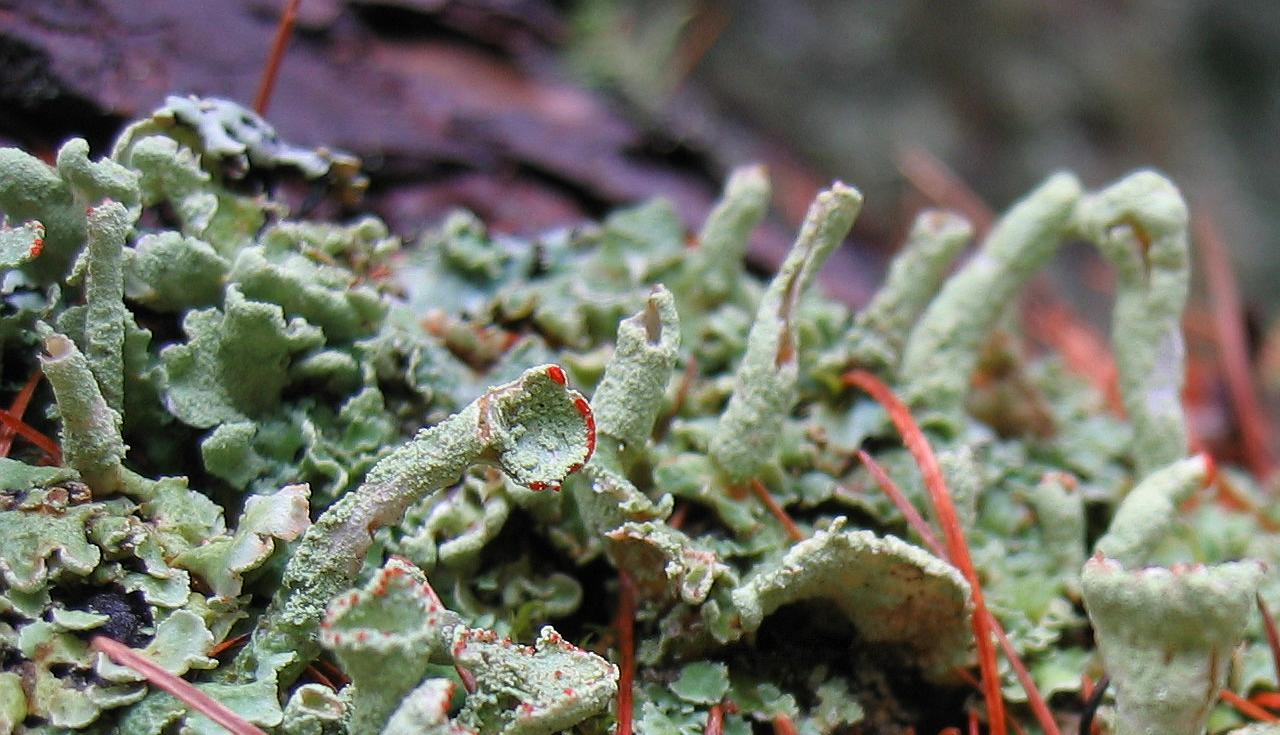
Cladonia sp.

## A
- Cladonia abbatiana S. Stenroos (1991)[1] - Madagascar
- Cladonia abbreviata G. Merr. - Florida
- Cladonia abbreviatula G. Merr., 1924[2] - Carolina del Sud, Florida, Louisiana
- Cladonia aberrans (Abbayes) Stuckenb. (1956)[3] - Terranova, Yukon, Ontario, Alberta, Manitoba, Labrador, Québec, Groenlandia, Alaska
- Cladonia abietiformis Harm. (1911)[4] - Isole Canarie
- Cladonia acervata S. Hammer (2001)[5] - Nuovo Galles del Sud
- Cladonia acicularis (Ach.) Fr., (1831)[6]
- Cladonia aculeata (Schreb.) Baumg., (1790)[7] (= Cetraria aculeata)
- Cladonia acuminans R.C. Harris, 2009[8] - USA (New York)
- Cladonia acuminata (Ach.) Norrl. (1875)[9] - Canada, Groenlandia, Finlandia, Islanda, Norvegia, Estonia, Cina, Austria, Repubblica Ceca, Isole Svalbard, Argentina, Svezia, Italia (Val Venegia), Mongolia, Vermont, Brasile, Polonia, Maine, Michigan, Nebraska, New York, Wisconsin, Spagna, Marocco
- Cladonia acuta (Taylor) Nyl. ex Hue (1890),[10] (= Cladonia rigida var. acuta) - Oceania
- Cladonia adspersa Mont. & Bosch (1856)[11] -  Isole Figi, Isole Tonga, Malaysia
- Cladonia agariciformis
- Cladonia aggregata (Sw.) Spreng., (= Cladia aggregata) - India, Corea del Sud, Venezuela
- Cladonia ahtii S. Stenroos (1989) - Uruguay, Brasile
- Cladonia alaskana A. Evans (1947) - Alaska, Manitoba
- Cladonia albata S. Stenroos (1993)
- Cladonia albidula
- Cladonia albofuscescens Vain. - Brasile, Venezuela
- Cladonia albonigra Brodo & Ahti (1996) - Columbia Britannica
- Cladonia alcicornis (Lightf.) Fr., (= Cladonia foliacea) - Ungheria
- Cladonia aleurophylla Vain.
- Cladonia aleuropoda Vain. - Colombia, Costarica, Perù
- Cladonia aliena Zahlbr.
- Cladonia alinii Trass (1978) - Corea del Nord, Corea del Sud, Mongolia
- Cladonia alpestris (L.) Rabenh. (1887), (= Cladonia confusa f. confusa) -  India, Alaska, New York, Argentina, Ontario, Guadalupa, Saint-Pierre e Miquelon
- Cladonia alpestroides Abbayes (1947) - Venezuela
- Cladonia alpicola (Flot.) Vain. (1894), (= Cladonia macrophylla) - Argentina, Ontario
- Cladonia alpina (Asahina) Yoshim. (1968) - Norvegia, Giappone, Mongolia, Regno Unito
- Cladonia amaurocraea (Flörke) Schaer. (1887), (= Cladonia capitellata var. capitellata) - India, Polonia, Finlandia, Svezia, Tibet, Isole Svalbard, Minnesota, New Hampshire, Vermont, Giappone, Mongolia, Cina, Austria, Repubblica Ceca, Danimarca, Germania, Islanda, Norvegia, Spagna, Canada, Groenlandia, Alaska, Wisconsin, Argentina, Val Venegia, Norvegia, Romania, Maine, Michigan
- Cladonia anaemica (Nyl.) Ahti (2000) - Uruguay
- Cladonia andereggii S. Hammer (1995)
- Cladonia andesita Vain. (1899) - Kenya, Costarica, Uganda, Panama, Colombia, Venezuela, Perù
- Cladonia angustata Nyl. (1859) -  Australia occidentale, Hawaii, Nuovo Galles del Sud, Giappone, Venezuela
- Cladonia anitae W.L. Culb. & C.F. Culb. (1982)
- Cladonia anomaea (Ach.) Ahti & P. James (1980), (= Cladonia ramulosa) - Nuova Zelanda, Saskatchewan, Yukon, Idaho, Ontario, Alaska, Minnesota, Vermont, Washington, Venezuela

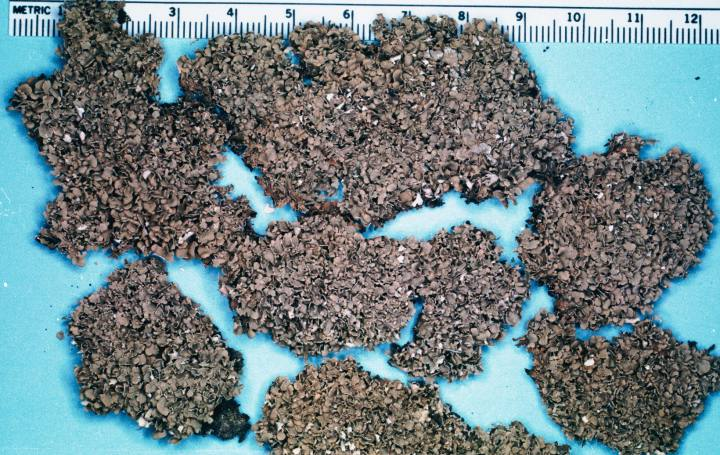
Cladonia apodocarpa

- Cladonia anserina Ahti (1992) - Argentina, Cile
- Cladonia apoda Nyl.
- Cladonia apodocarpa Robbins - USA
- Cladonia apolepta (Ach.) Mölholm{?}, Hansen{?} & M. Lund{?}
- Cladonia applanata Räsänen (1950) - India
- Cladonia arborea Stirt., (= Cladonia crispata var. crispata)
- Cladonia arbuscula (Wallr.) Flot. (1839), (= Cladonia arbuscula subsp. arbuscula) - Usa, Canada, Norvegia, Germania, Spagna, Marocco, Isole Canarie, Corea del Sud, Repubblica Ceca, Islanda, Irlanda, Cile, Lituania, Svezia, Val Venegia, Danimarca, Portogallo, Romania, Ungheria
- Cladonia archeri S. Stenroos (1993)
- Cladonia arctica
- Cladonia arcuata Ahti (1961) - Bolivia, Brasile
- Cladonia areolata Nyl. (1860) - Bahamas, Guadalupa
- Cladonia argentea (Ahti) Ahti & DePriest (2001) - Guyana
- Cladonia artuata S. Hammer (1993)
- Cladonia asahinae J.W. Thomson (1977) - Scandinavia, Columbia Britannica, Argentina, Isole Orcadi, Cile, Islanda, Lituania
- Cladonia aspera Ahti & Kashiw. (1984)
- Cladonia athelia Nyl. (1858) - Guadalupa
- Cladonia atlantica A. Evans (1944) - USA
- Cladonia atrans (Ahti) Ahti & DePriest (2001)
- Cladonia attacta S. Hammer (2001) - Nuovo Galles del Sud
- Cladonia attendenda Vain.
- Cladonia attenuata Hoffm. (1796)
- Cladonia aueri Räsänen (1932) - Nuova Zelanda
- Cladonia australis
- Cladonia austrogeorgica C.W. Dodge (1971)
- Cladonia awasthiana Ahti & Upreti (2004) - Iran
- Cladonia azorica Ahti (1961) - Regno Unito, Isole Azzorre

## B
- Cladonia bacillaris (Ach.) Nyl. (1866) - USA, India, Nuova Zelanda, Taiwan, Canada, Italia (Val Venegia), Sudafrica, Giappone, Estonia, Cina, Tanzania, Kenya, Uganda, Ungheria, Venezuela
- Cladonia bacilliformis (Nyl.) Glück (1899) - Scandinavia, Romania, Ungheria, Cile, Lituania, Argentina, Cina, Austria, Spagna, Canada, USA, Corea, Tomsk
- Cladonia bahiana Ahti (1995) - Brasile
- Cladonia balfourii Cromb. (1876), (= Cladonia subradiata) - USA, Venezuela, Isole del Principe Edoardo
- Cladonia bangii Ahti (1986) - Bolivia
- Cladonia beaumontii (Tuck.) Fink (1935) - USA
- Cladonia bellidiflora (Ach.) Schaer. (1823) - Romania, India, Nuova Zelanda, Scandinavia, Danimarca, Taiwan, Gran Bretagna, USA, Perù, Cina, Giappone, Austria, Germania, Canada, Argentina, Polonia, Guadalupa
- Cladonia berghsonii Asperges (1981) - Olanda
- Cladonia bicolor (Müll. Arg.) Ahti (1961), (= Cladonia confusa f. bicolor)
- Cladonia bimberiensis A.W. Archer (1985)
- Cladonia biuncialis Hoffm., (= Cladonia uncialis subsp. biuncialis)
- Cladonia blakei Robbins
- Cladonia boivinii Vain. - Madagascar, Reunion
- Cladonia boliviana Ahti (1961) - Bolivia
- Cladonia borbonica Nyl. (1868) - Oceania, Isole Hawaii, Madagascar, Malaysia, Perù, Reunion
- Cladonia borealis S. Stenroos (1989) - Europa, Mongolia, USA, Cina,
- Cladonia boryi Tuck. - USA, Giappone, Guyana

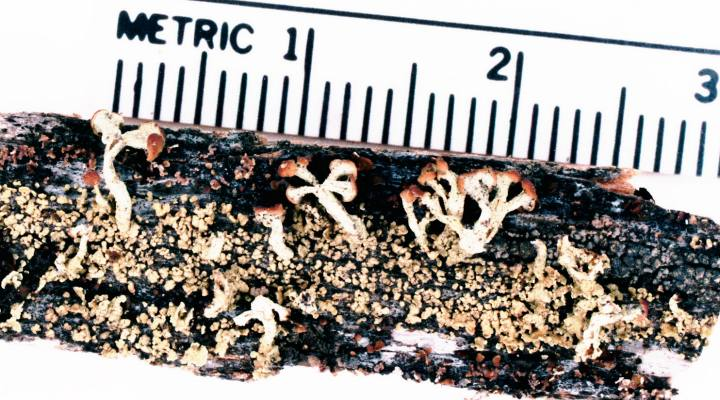
Cladonia botrytes

- Cladonia botryocarpa G. Merr. ex Sandst. - Alabama, Florida
- Cladonia botryocephala Hepp (1854)
- Cladonia botrytes (K.G. Hagen) Willd. (1787) - Canada, USA, Romania, Finlandia, Austria, Cina, Estonia, Regno Unito
- Cladonia bouillennei P.A. Duvign. (1939)
- Cladonia brasiliensis (Nyl.) Vain. - Brasile
- Cladonia brebissonii (Delise) Parrique
- Cladonia brevis (Sandst.) Sandst. (1922) - Ungheria, Spagna, Lituania, Rep. Ceca, Estonia, Germania, USA, Polonia, Giappone
- Cladonia brunnea Ahti - Brasile
- Cladonia buckii R.C. Harris (1990)

## C
- Cladonia caespiticia (Pers.) Flörke (1887) - India, Iran, Italia, Romania, Sudafrica, Germania, Rep.Ceca, Svezia, USA, Giappone, Marocco, Tanzania, Danimarca, Paesi Bassi, Norvegia
- Cladonia callosa Delise ex Harm. (1907) - Danimarca, Germania, Paesi Bassi, Regno Unito
- Cladonia calycantha Delise ex Nyl. (1860) - India, Nuova Zelanda, Giappone, Costarica, Colombia, Venezuela, Bolivia, USA, Panama, Brasile
- Cladonia calycanthoides (Vain.) Ahti & Marcelli (1995)
- Cladonia calyciformis Nuno (1972) - Australia occidentale, Thailandia
- Cladonia campbelliana (Vain.) Gyeln. (1933), (= Cladonia sarmentosa) - Nuova Zelanda, Cina, India
- Cladonia candelabrum (Bory) Nyl. - Isola Réunion
- Cladonia caperatica Nuno (1975)
- Cladonia capitata (Michx.) Sprengel (1827), (= Cladonia peziziformis) - USA, Giappone, Nuova Zelanda, Germania, Polonia
- Cladonia capitellata (Hook. f. & Taylor) C. Bab. (1855), (= Cladonia capitellata var. capitellata) - Australia occidentale, Nuova Zelanda, Venezuela, Nuovo Galles del Sud
- Cladonia caracensis Vain. - Venezuela
- Cladonia carassensis Vain. (1887), (= Cladonia crispata var. cetrariiformis) - Brasile, Corea del Sud, Giappone, New York (stato)
- Cladonia caribaea S. Stenroos (1989)

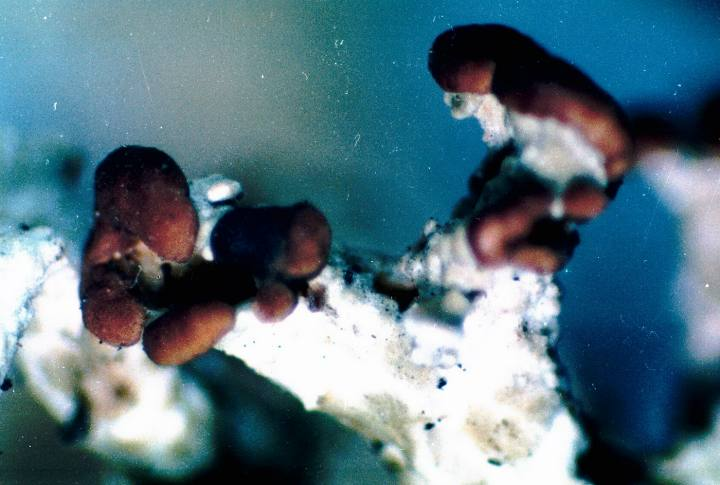
Cladonia cariosa

- Cladonia cariosa (Ach.) Spreng. (1827) - Europa, USA, Isole Canarie, Cina, Mongolia, Corea del Sud, Canada, Argentina, Cile, Marocco, Nuova Caledonia
- Cladonia carnea Hampe - Guyana
- Cladonia carneola (Fr.) Fr. (1831) - Europa, Mongolia, Cina, Canada, USA, Argentina, Cile
- Cladonia carneopallida (Flörke) Laurer (1832)
- Cladonia caroliniana (Schwein.) Tuck. - USA
- Cladonia cartilaginea Müll. Arg. (1880) - Brasile, Costarica, El Salvador, Venezuela, Panama
- Cladonia celata A.W. Archer (1984) - Nuovo Galles del Sud
- Cladonia cenotea (Ach.) Schaer. (1823) - India, Cina, Europa, Canada, Argentina, Perù, USA, Cile, Tanzania, Uganda
- Cladonia centrophora Müll. Arg. - Sudafrica, Zimbabwe, Tanzania
- Cladonia ceranoides tax.vag. infundibulifera Schaer., (= Cladonia crispata var. cetrariiformis)
- Cladonia cerasphora Vain.
- Cladonia ceratophylla (Sw.) Spreng. (1827), (= Cladonia praetermissa var. praetermissa) - Argentina, India, Oceania, Guiana francese, Suriname, Costarica, Uruguay, Venezuela
- Cladonia ceratophyllina (Nyl.) Vain. - Corea del Sud, Madagascar, Zimbabwe, India
- Cladonia cerucha (Ach.) M. Choisy (1951)
- Cladonia cervicornis (Ach.) Flot. (1849), (= Cladonia cervicornis subsp. cervicornis) - Nuova Zelanda, Marocco, Giappone, Finlandia, Australia occidentale, Estonia, Germania, Rep. Ceca, Islanda, Cipro, Lituania, USA, Canada, Turchia
- Cladonia cetrarioides
- Cladonia chilensis Räsänen (1944)
- Cladonia chimantae Ahti (2000)

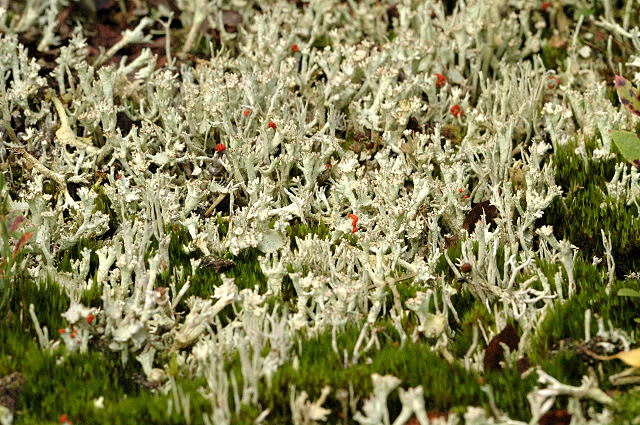
Cladonia chlorophaea

- Cladonia chlorophaea (Flörke ex Sommerf.) Spreng. (1827) - USA, Canada, Australia, Nuova Zelanda, India, Islanda, Polonia, Scandinavia, Cina, Costarica, Brasile
- Cladonia chlorophaeoides (Vain.) C.W. Dodge - Costarica
- Cladonia chondriophylla Vain. - Venezuela
- Cladonia chondrodes (A. Massal.) Clauzade & Cl. Roux - Israele
- Cladonia chondrotypa Vain. (1887) - Bolivia, Cina, Brasile, Cile, Colombia, Uruguay
- Cladonia chordalis (Flörke) Nyl.
- Cladonia ciliata Stirt. (1888), (= Cladonia ciliata var. ciliata) - Europa, Thailandia, Cina
- Cladonia cinerella Ahti (2000)
- Cladonia cinereorubens Abbayes (1947)
- Cladonia cladinoides Zahlbr. - Tennessee
- Cladonia clathrata Ahti & L. Xavier (1993) - Brasile
- Cladonia clavulifera Vain. (1924) - USA, Giappone
- Cladonia coccifera (L.) Willd. (1787) - Europa, Cina, Mongolia, Nuova Zelanda, Costarica, USA, Perù, Argentina, Canada, Turchia, Colombia, Malaysia
- Cladonia coccocarpa (Nyl.) A. Evans (1947)
- Cladonia cocomia Hampe - Guyana
- Cladonia coilophylla Müll. Arg., (= Ramalea coilophylla)
- Cladonia colombiana Sipman (1979)
- Cladonia complanata S. Hammer (2001)
- Cladonia conchata Nyl. (1860), (= Cladonia pyxidata)
- Cladonia condensata (Sandst.) Zahlbr.
- Cladonia conferta
- Cladonia confragosa S. Stenroos (1996) - Argentina, Cile
- Cladonia confusa R. Sant. (1942), (= Cladonia confusa f. confusa) - Venezuela, Madagascar, Panama, Isole Figi, Isole Azzorre, Brasile, Argentina, Bolivia, Uruguay
- Cladonia congesta Ahti (1986)
- Cladonia congregata H. Magn. (1942) - Oceania, Isole Hawaii
- Cladonia coniocraea (Flörke) Spreng. (1827) - Europa, Argentina, India, Mongolia, Giappone, USA, Cina, Canada, Taiwan, Turchia, Brasile, Uruguay
- Cladonia coniodendroides F. Wilson (1893)
- Cladonia conioidea Ahti - Germania
- Cladonia conista Robbins (1930) - Ungheria, Norvegia, USA, Germania, Islanda
- Cladonia conistea (Delise) Asahina (1943), (= Cladonia humilis var. humilis)
- Cladonia connexa Vain., (= Carassea connexa) - Brasile, Guyana
- Cladonia conoidea Ahti (1980), (= Cladonia humilis)
- Cladonia consimilis Vain. - Brasile
- Cladonia conspicua (Ahti) Ahti (1993) - Svezia
- Cladonia convoluta (Lam.) Cout. (1913) - Europa, Tunisia, Siria, Marocco, Mauritania, Israele, Turchia, Algeria
- Cladonia corallifera (Kunze) Nyl. (1874) - Brasile, Bolivia, Suriname, Oceania, Guyana, Venezuela, El Salvador
- Cladonia coralloidea Th. Fr.
- Cladonia cornicularia Flörke (1828), (= Cladia aggregata)
- Cladonia corniculata Ahti & Kashiw. (1984) - Argentina, Malaysia, Nuovo Galles del Sud, Bolivia, Costarica, Papua, Cile, Venezuela, Brasile, Colombia
- Cladonia cornucopioides (L.) Hoffm. (1796)
- Cladonia cornuta (L.) Hoffm. (1791) - cosmopolita
- Cladonia cornutoradiata (Coem.) Sandst., (= Cladonia subulata) - Ungheria, Isole Vergini, Alaska
- Cladonia corymbescens Nyl. ex Leight.(1866) - Cina, Bhutan, Nuova Guinea, Malaysia, Nuova Caledonia, Oceania, Nuovo Galles del Sud
- Cladonia corymbites Nyl. - Panama, Venezuela, Costarica
- Cladonia corymbosa - India
- Cladonia corymbosula Nyl. (1876) - Costarica, Venezuela
- Cladonia costata Flörke
- Cladonia crassensis - Nuova Zelanda
- Cladonia crassiuscula Ahti (1986) - Brasile, Guyana
- Cladonia crenulata (Ach.) Flörke - Spagna

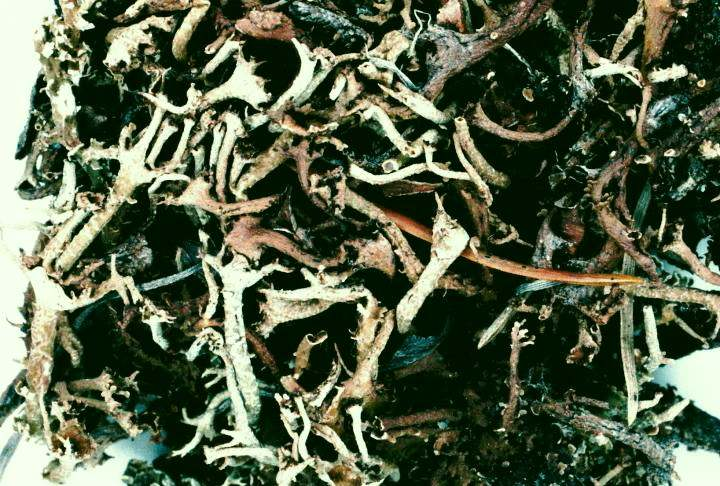
Cladonia crispata

- Cladonia crinita (Delise ex Pers.) Ahti (1995) - Brasile
- Cladonia crispata (Ach.) Flot. (1839), (= Cladonia crispata var. crispata) - cosmopolita
- Cladonia crispatula (Nyl.) Ahti (1977) - Costarica, Guyana, Brasile, Venezuela
- Cladonia cristatella Tuck. (1858) - USA, Ontario
- Cladonia crossota
- Cladonia crustacea Ahti (2000)
- Cladonia cryptochlorophaea Asahina (1940) - USA, Islanda, Norvegia, Canada, Finlandia, Cina, Austria, Polonia, Spagna, Colombia, Svezia
- Cladonia cryptophaea Gier & Kendrick (1972) (= Cladonia cryptochlorophaea) - Missouri
- Cladonia cubana B. de Lesd. (1936) - Cuba, Guyana
- Cladonia cucullata S. Hammer (2001)
- Cladonia cupulifera Vain., (= Caloplaca cupulifera)
- Cladonia curta Ahti & Marcelli (2000) - Brasile
- Cladonia curtata
- Cladonia cyanescens Ahti (2000) - Giappone, USA, Canada, Scandinavia, Cina, Estonia, Polonia
- Cladonia cyanipes (Sommerf.) Nyl. (1858) - USA, Canada, Germania, Austria, Norvegia, Cina, Giappone
- Cladonia cyanopora S. Hammer (2003)
- Cladonia cyathomorpha Stirt. ex Walt. Watson (1935) - Regno Unito, Spagna, Islanda, Svezia, Norvegia, Argentina, Portogallo
- Cladonia cylindrica (Schaer.) M. Choisy (1951) - USA

## D
- Cladonia dactylota Tuck. (1859) - Cina, Costarica, Panama, Brasile, Colombia, Venezuela
- Cladonia dahliana Kristinsson (1974) - Norvegia, Islanda Austria, Michigan
- Cladonia darwinii S. Hammer (2003)
- Cladonia daytoniana
- Cladonia decaryana Abbayes (1947) - Isola Rèunion
- Cladonia decipiens Abbayes (1947)
- Cladonia decorticata (Flörke) Spreng. (1827) - Ungheria, Polonia, Finlandia, Estonia, Bhutan, Rep.Ceca, USA, Canada, Austria, Germania, Spagna
- Cladonia decurva Taylor ex C. Bab. & Mitt. (1860)
- Cladonia deformis (L.) Hoffm. (1796) - cosmopolita
- Cladonia degenerans (Flörke) Spreng. (1927), (= Cladonia phyllophora) - Ontario, Isola Rèunion, Nuova Caledonia, India, Oceania, Isole Hawaii
- Cladonia dehiscens Vain. - Cina
- Cladonia delavayi Abbayes (1958) - Cina, India
- Cladonia delessertii Vain. (1887) - Argentina, Ontario, India
- Cladonia delicata (Ehrh.) Flörke - Ontario, India
- Cladonia dendroides (Abbayes) Ahti (1961) - Brasile, Guyana
- Cladonia densissima (Ahti) Ahti & DePriest (2001) - Venezuela
- Cladonia denticollis Hoffm., (= Cladonia squamosa var. squamosa)
- Cladonia despreauxii Tuck.
- Cladonia destricta (Nyl.) Fisch.-Benz.
- Cladonia didyma (Fée) Vain. (1887) - USA, Panama, Tanzania, Cina, Nuova Guinea, Guyana, Oceania, Costarica, Brasile, Venezuela, Sudafrica

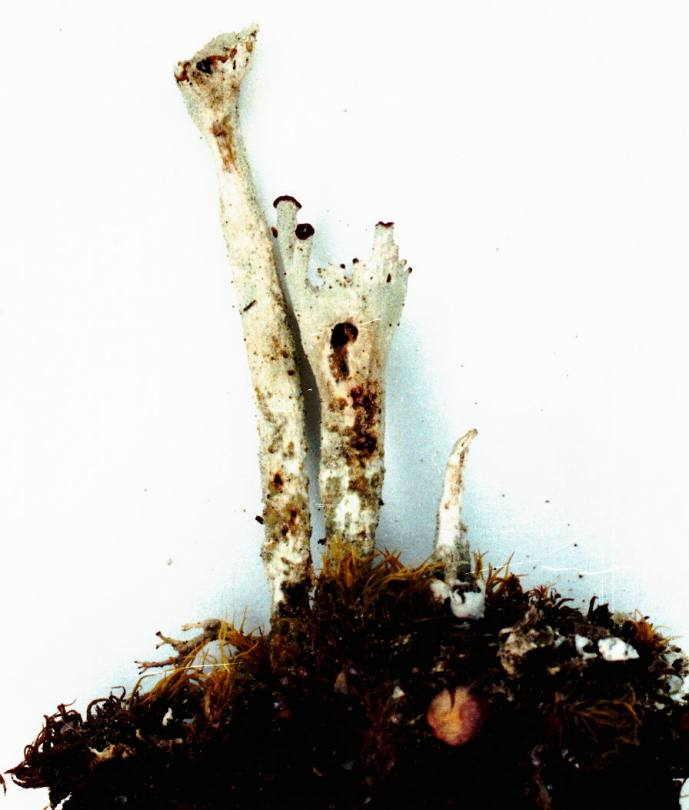
Cladonia digitata

- Cladonia diffissa F. Wilson (1889)
- Cladonia digitata (L.) Hoffm. (1796) - cosmopolita
- Cladonia dilleniana Flörke (1828) - Oceania, Bahamas, Venezuela, Nuova Caledonia
- Cladonia dimorpha S. Hammer (1990) - Spagna, Columbia britannica
- Cladonia dimorphoclada Robbins - USA
- Cladonia diplotypa Nyl. - Ruanda, Tanzania, Madagascar, Camerun, Congo, Kenya
- Cladonia dissecta Ahti (1995) - Brasile
- Cladonia dissimilis Asahina
- Cladonia divaricata Nyl. (1860) - Brasile, Isola Réunion
- Cladonia diversa Asperges (1983) - Europa, USA, Isole Azzorre
- Cladonia divulsa - India
- Cladonia domingensis Vain. - Panama
- Cladonia dubia Abbayes (1952) - Kenya

## E
- Cladonia ecmocyna Leight. (1866) - Cina, USA, Canada, Guyana, Scandinavia, Spagna, Austria, Polonia
- Cladonia elegantula Müll. Arg. (1894), (= Cladonia rigida var. rigida)
- Cladonia elixii Ahti & V. Wirth (2001) - Nuova Zelanda
- Cladonia elongata (Wulfen) Hoffm. - Italia (Val Venegia)
- Cladonia enantia Nyl. (1888) - Nuova Zelanda, Uruguay
- Cladonia endiviifolia (Dicks.) Fr., (= Cladonia convoluta)
- Cladonia endoxantha Vain.
- Cladonia epiphylla (Ach.) Hazsl.
- Cladonia erythromelana Müll. Arg. (1882)
- Cladonia erythrosperma Vain. - Brasile, Cina, Oceania, Isole Hawaii, Venezuela
- Cladonia esorediata (Asahina) Yoshim. (1968) - Venezuela
- Cladonia evansii Abbayes (1938) - USA
- Cladonia exasperatula
- Cladonia extensa Hoffm. (1795)
- Cladonia extracorticata S. Hammer (1995)

## F
- Cladonia fallax Abbayes (1939), (= Cladonia confusa f. confusa) - Isole Canarie, El Salvador, Venezuela, Tristan da Cunha

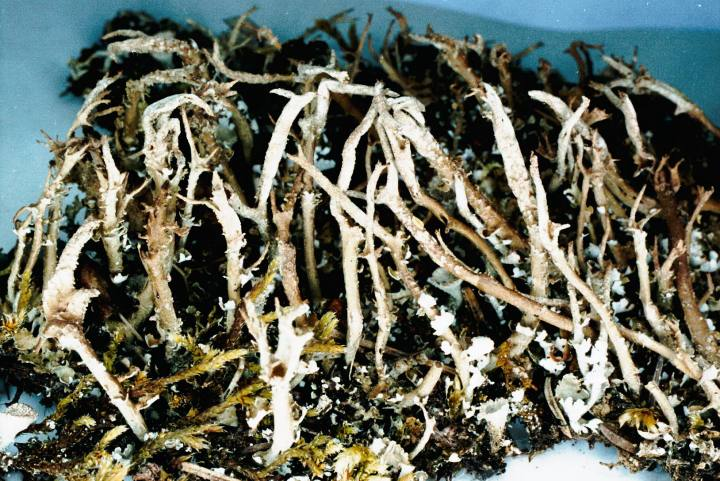
Cladonia farinacea

- Cladonia farinacea (Vain.) A. Evans (1950), (= Cladonia scabriuscula) - USA, Argentina, India, Oceania, Cile, Bhutan, Corea del Nord
- Cladonia farinicaulis Ahti - Brasile
- Cladonia farinophylla Ahti (2000)
- Cladonia fauriei Abbayes (1947)
- Cladonia favillicola Trass (1978)
- Cladonia fenestralis Nuno (1975) - Malaysia, Taiwan, Papua Nuova Guinea
- Cladonia ferdinandii Müll. Arg. (1882), (= Cladia ferdinandii)
- Cladonia fimbriata (L.) Fr. (1831) - cosmopolita
- Cladonia firma (Nyl.) Nyl. (1861) - Portogallo, Marocco, Spagna, Isole Canarie, Cina, Tunisia, Mongolia, Austria
- Cladonia fissidens Ahti & Marcelli (1995) - Brasile
- Cladonia flabelliformis (Flörke) Vain. (1887) - Sudafrica, Argentina
- Cladonia flagellaris Ahti & Marcelli (1995) - Brasile
- Cladonia flavescens Vain.
- Cladonia fleigiae Ahti & S. Stenroos (2002) - Brasile
- Cladonia fliacea (Huds.) Willd.

- Cladonia floccida Nyl.

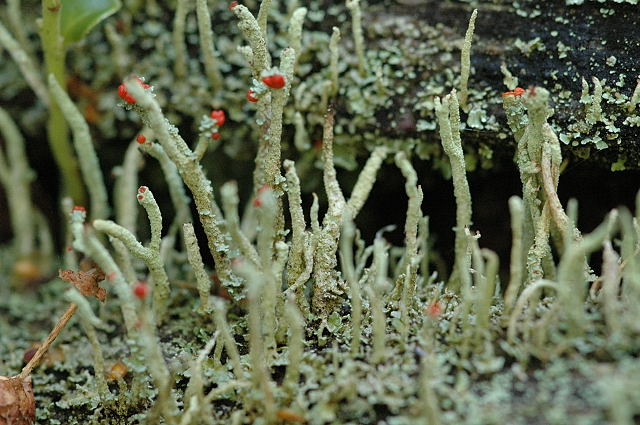
Cladonia floerkeana

- Cladonia floerkeana (Fr.) Flörke (1828) - cosmopolita
- Cladonia floridana Vain. - USA
- Cladonia floriformis C.W. Dodge (1948)
- Cladonia foliacea (Huds.) Willd. (1787) - Europa, Uruguay, Marocco, Tunisia, Mongolia, India
- Cladonia foliata (Arnold) Dalla Torre & Sarnth.
- Cladonia formosana Asahina (1941), (= Cladonia subpityrea)
- Cladonia fragilis (L.) F.H. Wigg. (1780), (= Sphaerophorus fragilis)
- Cladonia fragilissima Kremp. ex Bibby & G.C. Sm.{?} - Norvegia, Germania
- Cladonia fragillima Kremp. ex F. Wilson (1889), (= Cladonia pertricosa)
- Cladonia friabilis Ahti (1990) - Brasile
- Cladonia frondescens Nyl.
- Cladonia fruticulosa Kremp. (1882) - Papua Nuova Guinea, Isole Figi, Taiwan, Madagascar, Zimbabwe, Hawaii, Malaysia, Nuovo Galles del Sud
- Cladonia furcata (Huds.) Schrad. (1794), (= Cladonia furcata subsp. furcata) - cosmopolita
- Cladonia furcellata Hoffm.
- Cladonia furfuracea Vain. (1894) - Brasile, Guyana, Venezuela
- Cladonia furfuraceoides Ahti & Sipman (2002) - Guyana, Colombia, Brasile, Venezuela
- Cladonia fuscocinerea Ahti (1977) - Malawi, Rep. Dem. Congo, Uganda
- Cladonia fuscofunda S. Hammer (2003)
- Cladonia fuscopyxidata Hampe (1852)

## G
- Cladonia galapagosensis Ahti (1961)
- Cladonia galindezii Øvstedal (1988) - Cile, Antartide, Isole Orcadi meridionali
- Cladonia gallica M. Choisy (1951)
- Cladonia gallowayi S. Hammer (2003)
- Cladonia georgiana Tuck. ex Nyl.
- Cladonia gigantea (Bory) H. Olivier - Madagascar, Isola Réunion
- Cladonia glabra Ahti (2000)
- Cladonia glauca Flörke (1828) - Europa, Cina, Giappone, USA, Canada
- Cladonia glaucolivida (Müll. Arg.) R.W. Rogers (1982), (= Ramalinora glaucolivida)
- Cladonia glaucopallida Vain. - Madagascar, Isola Réunion
- Cladonia glebosa S. Hammer (2001) - Nuovo Galles del Sud
- Cladonia gonecha (Ach.) Asahina (1939), (= Cladonia sulphurina) - Ontario, Colorado, Washington, Groenlandia
- Cladonia gonggaensis S.Y. Guo & J.C. Wei (1995)
- Cladonia gorgonea Eschw. (1833)
- Cladonia gorgonina (Bory) Vain. (1887), (= Cladia aggregata) - Venezuela, Sudafrica, Isola Réunion
- Cladonia gracilenta Nyl. ex Jard. (1857) - India

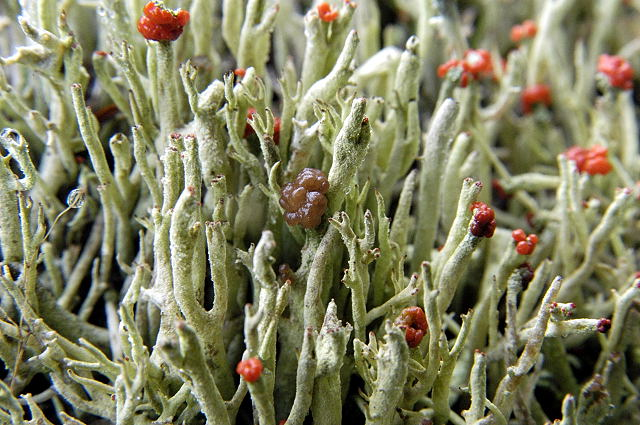
Cladonia gracilis

- Cladonia gracilescens (Flörke) Vain. (1894) - Isola Réunion
- Cladonia graciliformis Zahlbr. - Giappone
- Cladonia gracilior Nyl.
- Cladonia gracilis (L.) Willd. (1787) - cosmopolita
- Cladonia granulans Vain. - Cina, Giappone, Corea del Sud, Alaska, Mongolia
- Cladonia granulosa (Vain.) Ahti (1986)
- Cladonia grayi G. Merr. ex Sandst. (1929) - pressoché cosmopolita
- Cladonia grisea (Ahti) Trass ex J. C. Wei  - Cina
- Cladonia groenlandica (Å.E. Dahl) Trass (1972) - Cina, Taiwan, Groenlandia
- Cladonia guianensis S. Stenroos (1989) - Brasile, Guyana
- Cladonia gymnopoda Vain. - Cina, Malaysia, Papua Nuova Guinea, Thailandia

## H
- Cladonia halei (Ahti) Ahti & DePriest (2001) - Colombia
- Cladonia hammeri Ahti (2002)
- Cladonia hastata F. Wilson (1889)
- Cladonia hedbergii Ahti (1977) - Kenya, Tanzania, Uganda, Madagascar
- Cladonia herrei Fink ex J. Hedrick (1934)
- Cladonia heteroclada Asahina (1959)
- Cladonia heteromorpha
- Cladonia hians Ahti (2000) - Colombia, Guyana, Venezuela
- Cladonia hidakana Kurok. (1971)
- Cladonia hitatiensis Asahina (1953)
- Cladonia hokkaidensis Asahina (1969)
- Cladonia homosekikaica Nuno (1975) - Lituania, Spagna, Andorra, Islanda, Nuovo Galles del Sud, Columbia britannica
- Cladonia hondoensis Asahina (1942)
- Cladonia hookeri Tuck. - Washington (stato)
- Cladonia huberi Ahti (2000)
- Cladonia humboldtii Abbayes (1961) - Venezuela
- Cladonia humilis (With.) J.R. Laundon (1984) - cosmopolita
- Cladonia hungarica (Arnold) Vain. (1922)
- Cladonia hypocritica Vain. (1887)
- Cladonia hypomelaena (Vain.) S.Stenroos (2001) - Brasile
- Cladonia hypoxantha Tuck. (1862) - Florida, Venezuela
- Cladonia hypoxanthoides Vain. (1887) - Brasile, Venezuela

## I
- Cladonia iberica Burgaz & Ahti (1994) - Spagna, Portogallo
- Cladonia ibitipocae Ahti & S. Stenroos (1995) - Brasile
- Cladonia imbricaria Kristinsson - Islanda, Norvegia, Wyoming
- Cladonia imbricarica Kristinsson (1974) - Finlandia, Norvegia, Argentina
- Cladonia imbricata S. Hammer (2001) - Nuovo Galles del Sud
- Cladonia imperialis Ahti & Marcelli (1995) - Brasile
- Cladonia impexa Harm. (1907), (= Cladonia portentosa) - India, Saint Pierrer e Miquelon
- Cladonia implexa Harm.
- Cladonia imshaugii Ahti (1961)
- Cladonia incerta S. Hammer (2003)
- Cladonia incrassata Flörke (1826) - Polonia, Scandinavia, Romania, Germania, USA, Danimarca, Austria, Estonia, Regno Unito
- Cladonia incurva Ahti (1961)
- Cladonia indica Ahti & Upreti (2004)
- Cladonia inobeana Asahina (1963)
- Cladonia insidiosa
- Cladonia insignis Nyl. - Isola Réunion
- Cladonia insolita Ahti & Krog (1987) - Uganda
- Cladonia intermedia (Delise ex Nyl.) F. Wilson (1893), (= Ramalina inflata subsp. australis)
- Cladonia intermediella Vain. - Etiopia, Kenya, Tanzania, Uganda
- Cladonia invisa Robbins
- Cladonia isabellina Vain. (1894) - Panama, Costarica, Colombia, Venezuela
- Cladonia isidioclada Mont. & Bosch (1856)
- Cladonia itatiaiae Ahti & Marcelli (2000) - Brasile

## J
- Cladonia jaliscana Ahti & Guzm.-Dáv. (1998) - Messico
- Cladonia japonica Vain. (1898) - Giappone
- Cladonia johnstonii C.W. Dodge (1948), (= Cladonia sarmentosa)
- Cladonia junghuhniana Mont. & Bosch (1857)

## K
- Cladonia kalbii (Ahti) Ahti & DePriest (2001)
- Cladonia kanewskii Oxner. - Cina, Corea del Sud, Alaska, Mongolia, Yukon
- Cladonia kauaiensis H. Magn. & Zahlbr. - Isole Hawaii, Nuova Caledonia, Oceania
- Cladonia kerguelensis C.W. Dodge (1948) - Isole Kerguelen
- Cladonia klementii Oxner (1969), (= Cladonia rangiformis)
- Cladonia koyaensis Asahina (1953) - Giappone
- Cladonia krempelhuberi (Vain.) Zahlbr. (1927) - Australia, Nuova Zelanda, El Salvador, Cina, Giappone, Kenya, Tanzania
- Cladonia kriegeri (Ahti & S. Stenroos) Ahti & DePriest (2001)
- Cladonia krogiana Løfall & Timdal (2002) - Norvegia
- Cladonia kuringaiensis A.W. Archer (1980) - Nuovo Galles del Sud
- Cladonia kurokawae Ahti & S. Stenroos (1996) - Taiwan, Giappone

## L
- Cladonia labradorica Ahti & Brodo (1981) - Canada
- Cladonia lacryma S. Hammer (2001)
- Cladonia laevigata (Vain.) Gyeln. (1937) - Cile
- Cladonia laii S. Stenroos (1989) - Cina, Taiwan
- Cladonia lamarkii Nyl., (= Cladonia ramulosa)
- Cladonia latiloba Ahti & Marcelli (1995) - Brasile, Uruguay
- Cladonia laxiuscula Delise, (= Cladonia ciliata var. tenuis)
- Cladonia leiodea H. Magn. (1942)
- Cladonia lepidophora Ahti & Kashiw. (1984) - Argentina, Cile, Costarica
- Cladonia lepidota Nyl. - Ontario, Nunavut, Groenlandia, Colorado, Corea del Sud

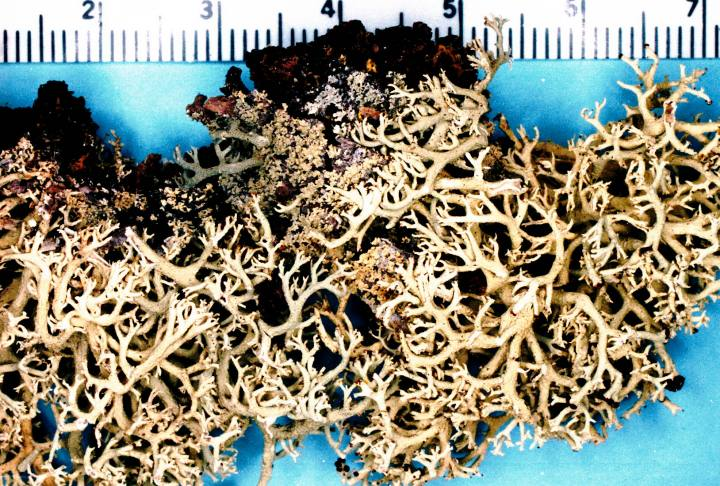
Cladonia leporina

- Cladonia lepidula Kremp. (1881), (= Cladonia ochrochlora)
- Cladonia leporina Fr. (1831) - USA, Venezuela
- Cladonia leprocephala Ahti & S. Stenroos (1986) - Colombia, Venezuela
- Cladonia leprosula H. Magn. (1942)
- Cladonia leptoclada Abbayes (1947), (= Cladonia confusa f. confusa)
- Cladonia leptophylla (Ach.) Flörke (1828), (= Cladonia peziziformis)
- Cladonia leptophyllodes
- Cladonia leptopoda
- Cladonia leptothallina G. Merr.
- Cladonia leucocephala Müll. Arg. (1891), (= Cladonia ramulosa)
- Cladonia leucophaea Abbayes (1936), (= Cladonia ciliata var. ciliata)
- Cladonia leucophylla Ahti & Krog (1987) - Kenya, Tanzania
- Cladonia libifera Savicz (1965) - Mongolia
- Cladonia linearis A. Evans (1947), (= Cetradonia linearis)
- Cladonia lingulata Ahti (2000)
- Cladonia lopezii S. Stenroos (1989) - Brasile, Bolivia, Colombia
- Cladonia luteoalba A. Wilson & Wheldon (1907) - Scandinavia, Islanda, Austria, Irlanda, Paesi Bassi, Spagna, Regno Unito, Groenlandia, Cile, Argentina
- Cladonia lutescens Ahti, Upreti & Nayaka (2007)
- Cladonia luzonensis Ahti (1961)

## M
- Cladonia macaronesica Ahti (1961) - Isole Canarie, Isole Azzorre

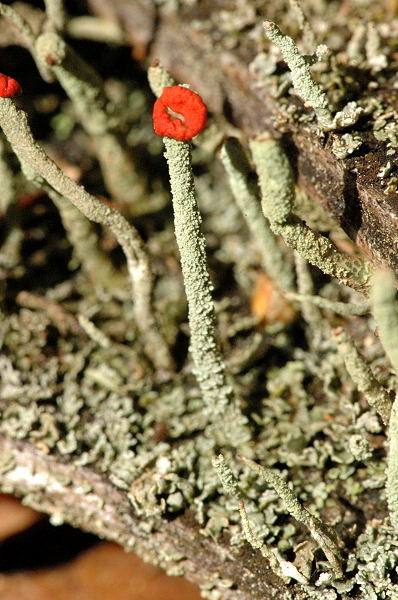
Cladonia macilenta

- Cladonia macilenta Hoffm. (1796) - cosmopolita
- Cladonia macilentoides Ahti & Fleig (1995) - Brasile, Costarica
- Cladonia macroceras (Delise) Ahti (1978) - Cina, Polonia, Mongolia, Scandinavia, Germania, Austria, Estonia, Spagna, Groenlandia
- Cladonia macrophylla (Schaer.) Stenh. (1865) - Canada, USA, Europa
- Cladonia macrophylliza Vain. (1894)
- Cladonia macrophyllodes Nyl. (1875) - Europa, USA, Canada, Argentina, Cile
- Cladonia macroptera Räsänen (1940) - Cina, Columbia britannica
- Cladonia madroporiformis
- Cladonia magnussonii Ahti (1961)
- Cladonia magyarica Vain. ex Gyeln. (1927) - Ungheria, Serbia, Austria, Germania
- Cladonia major (K.G. Hagen) Sandst. (1927), (= Cladonia fimbriata) - Canada, USA, Ungheria, Cina
- Cladonia malayana Nuno (1975)
- Cladonia marcellii Ahti & S. Stenroos (2000) - Brasile
- Cladonia marionii S. Stenroos (1993) - Isole Kerguelen, Isole del Principe Edoardo
- Cladonia mascarena Nyl. - Isola Rèunion
- Cladonia mateocyatha Robbins - USA
- Cladonia mauiensis H. Magn. (1942) - Oceania, Isole Hawaii
- Cladonia mauritiana Ahti & J.C. David (1995) - Mauritius, Isole Seychelles, Zimbabwe
- Cladonia mawsonii C.W. Dodge (1948), (= Cladonia cervicornis subsp. mawsonii)
- Cladonia maxima (Asahina) Ahti (1978) - Canada, USA, Giappone, Scandinavia, Regno Unito
- Cladonia mediterranea P.A. Duvign. & Abbayes (1947) - Portogallo, Tunisia, Marocco, Spagna, Regno Unito
- Cladonia medusina (Bory) Nyl. (1857) - Madagascar, Tanzania, Venezuela, Guyana, Indonesia
- Cladonia megaphylla Ahti & Marcelli (2000)
- Cladonia melaleuca Nuno (1972) - Malaysia
- Cladonia melanocaulis S. Stenroos (1988) - Malaysia, Papua Nuova Guinea
- Cladonia melanodes Nyl. (1876)
- Cladonia melanopoda Ahti (1997) - Argentina, Bolivia, Perù
- Cladonia meridensis Ahti & S. Stenroos (1986) - Bolivia, Colombia, Venezuela
- Cladonia meridionalis Vain. - Brasile
- Cladonia merochlorophaea Asahina (1940) - cosmopolita
- Cladonia merrillii Sandst. (1928)
- Cladonia metacorallifera Asahina (1939) - Cina, Canada, Austria, Corea del Sud, Norvegia, Germania, Estonia, Svezia, Spagna, Norvegia
- Cladonia metalepta Nyl. (1876) - Cina
- Cladonia metaminiata S. Stenroos & Ahti (1995) - Brasile
- Cladonia mexicana Vain. (1887) - Costarica, Oceania, Isole Hawaii, Venezuela
- Cladonia microphylliza G. Merr.
- Cladonia microscypha Ahti & S. Stenroos (1986) - Costarica, Colombia, Venezuela
- Cladonia minarum Ahti (1986) - Brasile
- Cladonia miniata G. Mey. - Bolivia, Brasile, Uruguay, Venezuela, Guyana

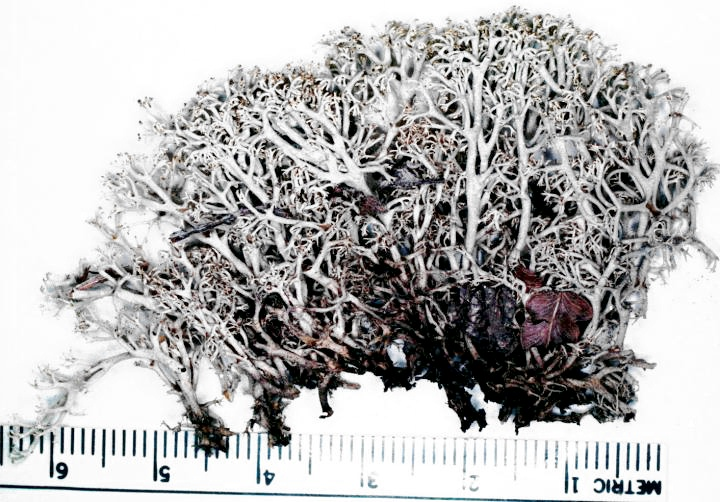
Cladonia mitis

- Cladonia minor (K.G. Hagen) Szatala
- Cladonia mitis Sandst. (1918) - Canada, Europa, Nuovo Galles del Sud, USA, Groenlandia, Antartide, Cile, Venezuela
- Cladonia mitrula Tuck. (1853) - Isole Azzorre, Bermuda, Venezuela, Indiana (USA)
- Cladonia modesta Ahti & Krog (1987), (= Cladonia praetermissa var. modesta) - Kenya, Thailandia
- Cladonia molariformis Hoffm., (= Pycnothelia papillaria)
- Cladonia mollis Ahti & Sipman
- Cladonia mongolica Ahti (1987) - Cina, Mongolia
- Cladonia monguillonii Harm.
- Cladonia monomorpha Aptroot, Sipman & Herk (2001) - Francia, Germania, Romania, Svezia, Belgio, Paesi Bassi, Polonia
- Cladonia muelleri
- Cladonia multiformis G. Merr. - USA, Canada, Giappone, Sudafrica
- Cladonia multipartita (Müll. Arg.) Ahti (2000)
- Cladonia muricata
- Cladonia murrayi W. Martin (1962) - Nuova Zelanda, Oceania, Isole Tonga, Nuovo Galles del Sud
- Cladonia muscigena Eschw. (1833) - Guadalupa
- Cladonia mutabilis Vain. (1887) - El Salvador, Brasile, Venezuela

## N
- Cladonia nana Vain. (1894) - Cina, Brasile, Venezuela, Panama, Saint Lucia, Hong Kong
- Cladonia nanodes Robbins ex Sandst.
- Cladonia narkodes Kremp. (1881), (= Cladonia furcata subsp. furcata)
- Cladonia nashii Ahti (2002)
- Cladonia neglecta (Flörke) Spreng. (1827), (= Cladonia pyxidata) - Danimarca
- Cladonia nemoxyna (Ach.) Arnold (1888), (= Cladonia rei) - Giappone, Argentina, New Mexico, Colorado, Guadalupa
- Cladonia neocaledonica Räsänen (1944) - Nuova Caledonia
- Cladonia neozelandica Vain. (1894) - Nuova Zelanda, Isole Falkland
- Cladonia nigripes (Nyl.) Trass (1972) - Corea del Sud
- Cladonia nipponica Asahina (1950) - Giappone, Corea del Sud, Alaska
- Cladonia nitida Ahti (1991)
- Cladonia nitidella S. Hammer (2003)
- Cladonia norikurensis Asahina (1953) - Corea del Sud
- Cladonia norrlinii Vain. (1927), (= Cladonia acuminata) - Canada, USA, Groenlandia
- Cladonia norvegica Tønsberg & Holien (1984) - Scandinavia, Cile, Austria, Argentina, Polonia, Lituania
- Cladonia nothobellidiflora Imshaug
- Cladonia novochlorophaea (Sipman) Brodo & Ahti (1996) - Argentina, Finlandia, Estonia, Spagna, Germania
- Cladonia novoguineensis Zahlbr. - Nuova Guinea
- Cladonia nudicaulis S. Hammer (2001) - Nuovo Galles del Sud
- Cladonia nylanderi Cout., (= Cladonia firma) - Isole Canarie

## O
- Cladonia obscurata Ahti (2000)
- Cladonia obtecta Ahti (2000)
- Cladonia oceanica Vain. - Oceania, Isole Hawaii
- Cladonia ochracea L. Scriba - Argentina, Brasile, Paraguay, Uruguay
- Cladonia ochrochlora Flörke (1828) - cosmopolita
- Cladonia orientalis B. de Lesd. (1936)
- Cladonia ostreata (Nyl.) Britzelm
- Cladonia oxneri Rass. (1960)

## P
- Cladonia pachycladodes Vain. - Alabama, Carolina del Sud, Florida
- Cladonia pachyclados (Vain.) Ahti (1986) - Kenya, Madagascar, Malawi, Tanzania, Isola Mauritius
- Cladonia pachyscypha Sandst.
- Cladonia pacifica Ahti (1961) - Columbia britannica
- Cladonia paeminosa A.W. Archer (1989) - Nuovo Galles del Sud
- Cladonia palamaea Ach. (1935), (= Cladonia furcata subsp. furcata)
- Cladonia palamea
- Cladonia pallens Ahti & Krog (1987) - Tanzania
- Cladonia palmicola Ahti & Fleig (1995) - Brasile, Uruguay
- Cladonia paludicola (Tuck.) G. Merr.
- Cladonia papillaria (Ehrh.) Hoffm., (= Pycnothelia papillaria) - Delaware (USA)
- Cladonia papuana S. Stenroos (1986) - Papua Nuova Guinea
- Cladonia paradoxa (Elenkin & Savicz) H. Magn. ex Trass (1972)

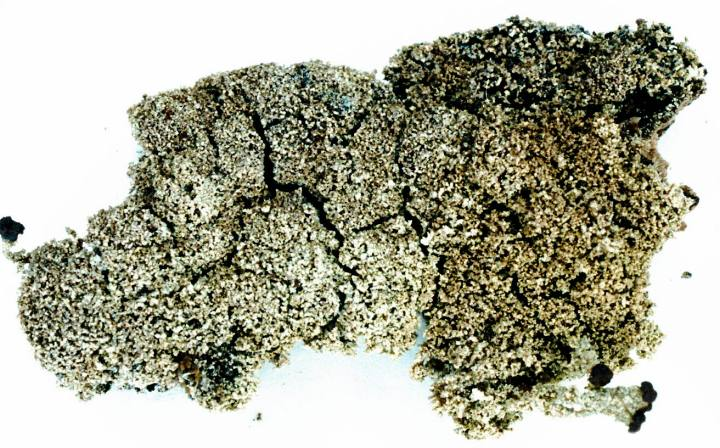
Cladonia parasitica

- Cladonia parasitica (Hoffm.) Hoffm. (1796) - pressoché cosmopolita
- Cladonia parva Ahti & Krog (1987) - Tanzania
- Cladonia parvipes (Vain.) S. Stenroos (2000) - Brasile
- Cladonia paschalis (L.) F.H. Wigg. (1780), (= Stereocaulon paschale)
- Cladonia patagonica A. Evans (1955)
- Cladonia peltasta (Ach.) Spreng. (1827) - Isola Réunion
- Cladonia peltastica (Nyl.) Müll. Arg. (1880), (= Cladonia pertricosa) - Brasile, Guyana, Venezuela, Bolivia, Oceania
- Cladonia peltata Spreng. - Bolivia
- Cladonia penicillata (Vain.) Ahti & Marcelli (1995) - Brasile
- Cladonia perfilata Hook. f. (1837) - Brasile
- Cladonia perfoliata Flörke
- Cladonia perforata A. Evans (1952) - Alabama, Florida
- Cladonia perfossa Nuno (1972) - Cina, Taiwan
- Cladonia pergracilis Kremp. (1881), (= Cladonia ochrochlora)
- Cladonia perlomera Kristinsson (1970)
- Cladonia perplexa Abbayes (1947) - Madagascar, Isola Réunion
- Cladonia perrieri Abbayes (1947)
- Cladonia pertexta Kremp. (1881)
- Cladonia pertricosa Kremp. (1881) - Nuovo Galles del Sud, Panama
- Cladonia petrophila R.C. Harris (1992) - USA
- Cladonia peziziformis (With.) J.R. Laundon (1984) - Europa, Isole Azzorre, USA, Brasile, Paraguay, Colombia
- Cladonia phyllodes
- Cladonia phyllophora Ehrh. ex Hoffm. (1796) - cosmopolita
- Cladonia phyllopoda (Vain.) S. Stenroos (1988) - Taiwan, Oceania, Papua Nuova Guinea, Bhutan, Malaysia
- Cladonia physodalica Elix (1990), (= Cladonia borbonica)
- Cladonia piedadensis Ahti (2000) - Brasile
- Cladonia piedmontensis G. Merr. (1924) - USA
- Cladonia pileata Mont. (1852)
- Cladonia pileolata
- Cladonia pinnata Flörke (1936), (= Cladonia furcata subsp. furcata)
- Cladonia pitriphylla Nyl. - Venezuela
- Cladonia pityrea (Flörke) Fr. (1826), (= Cladonia ramulosa) - Sudafrica, Bermuda, India, USA, Uruguay, Oceania, Indonesia, Ungheria
- Cladonia pityreoidea Kremp.

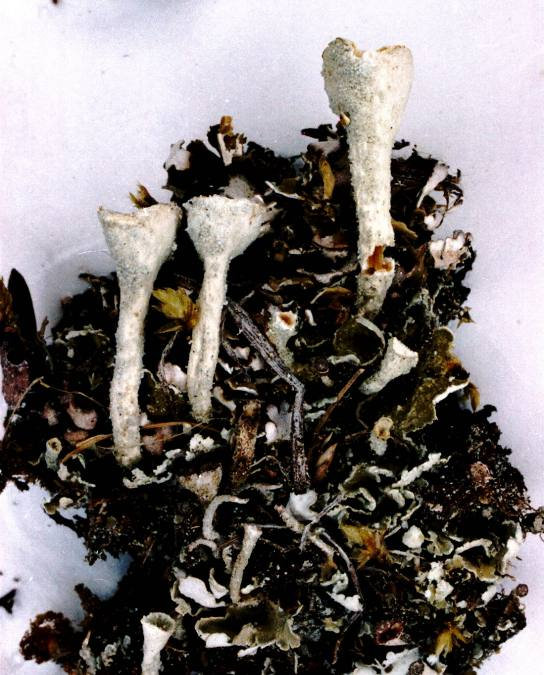
Cladonia pleurota

- Cladonia pityrophylla Nyl. - Guyana, Uruguay, Argentina, Brasile
- Cladonia pleurophylla Vain. - Brasile, Venezuela
- Cladonia pleurota (Flörke) Schaer. (1850) - cosmopolita
- Cladonia plombii B. de Lesd. (1951)
- Cladonia pocillum (Ach.) O.J. Rich. (1803) - cosmopolita
- Cladonia poeciloclada Abbayes (1964) - Oceania, Nuova Caledonia, Kenya, Uganda, Tanzania, Etiopia, Sudafrica, Nuova Guinea
- Cladonia pohlia R. Sant. (1942)
- Cladonia polia R. Sant. - Sudafrica
- Cladonia polita Ahti (1993) - Brasile
- Cladonia polycarpia G. Merr. - USA
- Cladonia polycarpoides Nyl. (1894), (= Cladonia subcariosa) - Germania, Usa, Scandinavia, Ungheria, Brasile, Giappone, Cina, Oceania
- Cladonia polydactyla (Flörke) Spreng. (1827) - Europa, India, Isole Azzorre,
- Cladonia polymorpha F.H. Wigg. (1780)
- Cladonia polyphylla Mont. & Bosch (1856)
- Cladonia polyscypha Ahti & L. Xavier (1993) - Brasile
- Cladonia polystomata Ahti & Sipman (2000) - Brasile
- Cladonia polytypa Vain. - Brasile
- Cladonia poroscypha S. Hammer (1993)
- Cladonia portentosa (Dufour) Coem. (1865) - Europa, Isole Canarie, Cina
- Cladonia pouchetii M. Choisy (1951)
- Cladonia praetermissa A.W. Archer (1984), (= Cladonia praetermissa var. praetermissa) - Panama, Oceania, Madagascar, Nuovo Galles del Sud
- Cladonia prancei Ahti (2000)
- Cladonia prolifica S. Hammer & Ahti (1990) - Spagna, Columbia britannica
- Cladonia propagulifera (Vain.) C.W. Dodge (1973)
- Cladonia prostrata A. Evans (1952) - Alabama, Florida
- Cladonia pseudalcicornis Asahina (1943)
- Cladonia pseudevansii Asahina  - Giappone, Corea del Sud
- Cladonia pseudodidyma Asahina (1939) - Taiwan, Giappone, Cina
- Cladonia pseudodigitata Gyeln. (1934) - Cina, Taiwan
- Cladonia pseudoevansii Asahina (1940)
- Cladonia pseudogymnopoda Asahina (1970) - Giappone, Taiwan, Hong Kong, Cina
- Cladonia pseudohondoensis Asahina (1959) - Giappone
- Cladonia pseudokrempelhuberi Gyeln. (1934)
- Cladonia pseudomacilenta Asahina (1943)
- Cladonia pseudopityrea Vain. (1887) - Spagna
- Cladonia pseudorangiformis Asahina (1942) - Canada, Corea del Sud, Minnesota
- Cladonia pseudosipeana Gyeln. (1934)
- Cladonia pseudostellata Asahina (1942) - Alaska, Giappone
- Cladonia psoromica J.P. Dey (1973)
- Cladonia pulchella Schwein. (1858)
- Cladonia pulchra S. Hammer (2003)

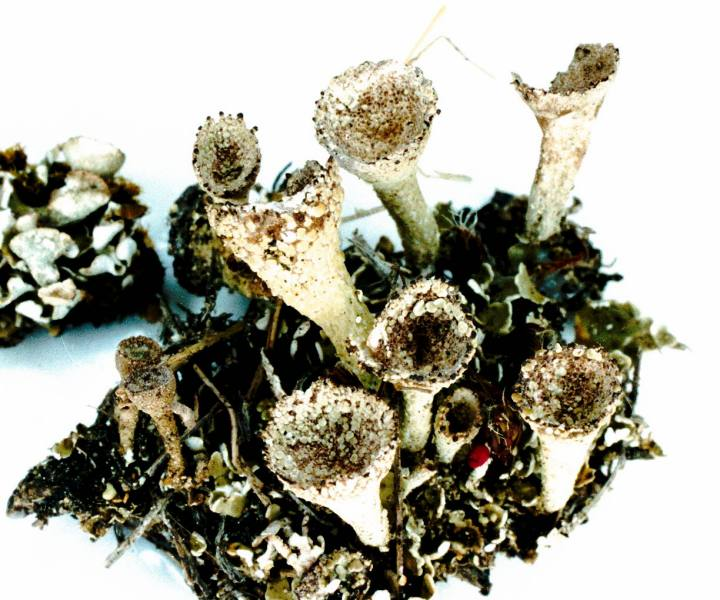
Cladonia pyxidata

- Cladonia pulverulenta (L. Scriba) Ahti (2000) - Costarica
- Cladonia pulvinata (Sandst.) Herk & Aptroot (2003), (= Cladonia cervicornis subsp. pulvinata) - Germania
- Cladonia pulvinella S. Hammer (1991) - Spagna
- Cladonia pulviniformis Ahti (1990) - Guyana, Venezuela
- Cladonia pumila Ahti (2000) - Brasile
- Cladonia pungens (Ach.) Flörke (1896), (= Cladonia scabriuscula)
- Cladonia pycnoclada (Pers.) Nyl. (1867) - Isole Canarie, Isole Azzorre, Sudafrica, Guadalupa, Bolivia, Cile, Argentina
- Cladonia pyxidata (L.) Hoffm. (1796) - cosmopolita
- Cladonia pyxioides

## R
- Cladonia racemosa Hoffm. (1796)

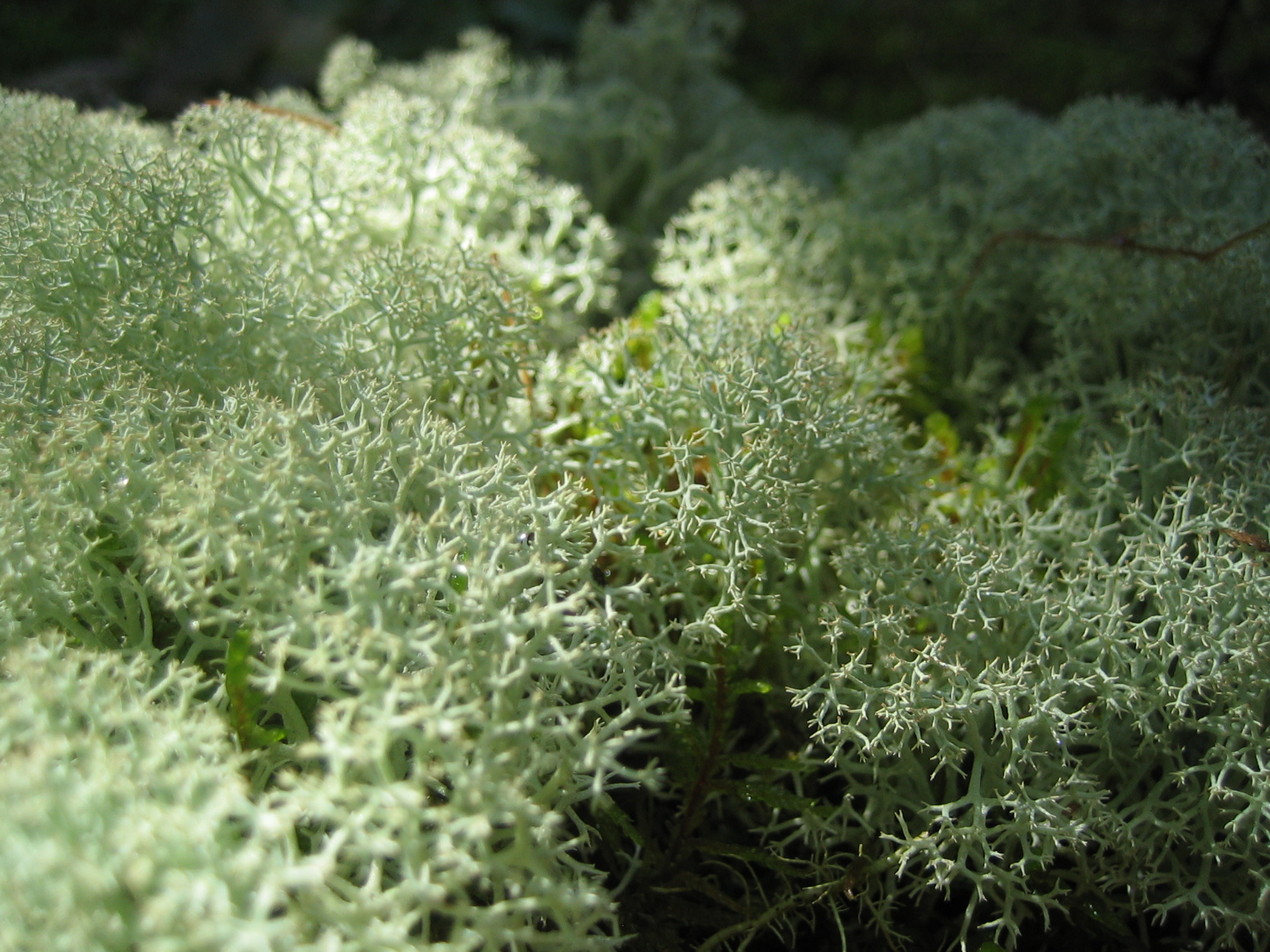
Cladonia rangiferina

- Cladonia radiata (Schreb.) Ach. (1927), (= Cladonia subulata)
- Cladonia ramulosa (With.) J.R. Laundon (1984) - pressoché cosmopolita
- Cladonia rangiferina (L.) Weber ex F.H. Wigg. (1780) - cosmopolita
- Cladonia rangiformis Hoffm. (1796) - cosmopolita
- Cladonia rappii A. Evans (1952) - Bolivia, Thailandia, Costarica, USA, Cina, Germania, Paesi Bassi, Colombia, Venezuela
- Cladonia ravenelii Tuck. (1882) - USA, El Salvador
- Cladonia rei Schaer. (1823) - cosmopolita
- Cladonia reticulata (Russell{?}) Vain. - India, Massachusetts
- Cladonia retipora (Labill.) Fr. (1826), (= Cladia retipora)
- Cladonia rhodoleuca Vain. - Brasile

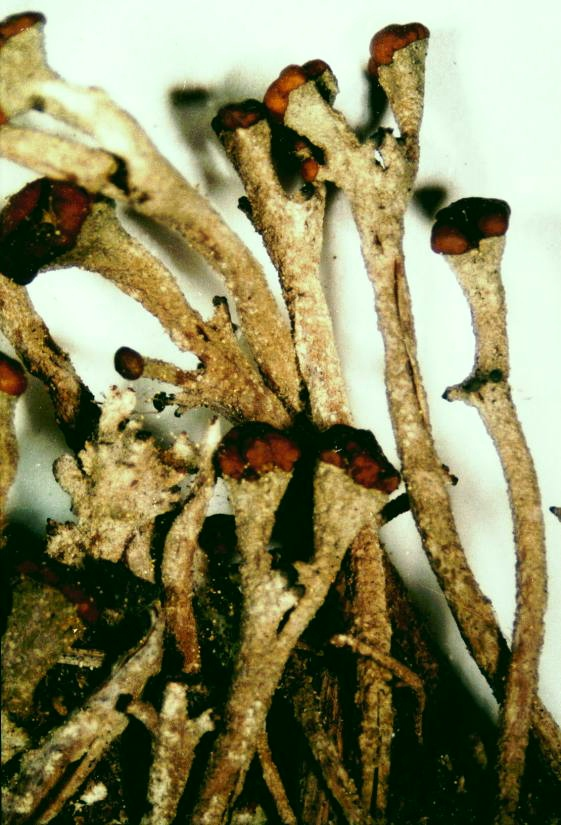
Cladonia rei

- Cladonia rigida (Hook. f. & Taylor) Hampe (1856), (= Cladonia rigida var. rigida) - Argentina, Nuova Zelanda, Nuova Caledonia, Nuovo Galles del Sud, Cile, Oceania
- Cladonia robbinsii A. Evans (1944) - USA, Brasile, Cile
- Cladonia roborosa
- Cladonia robusta Ahti
- Cladonia roccellaeformis
- Cladonia rosea Ludw.{?} (1859)
- Cladonia rotundata Ahti (1961)
- Cladonia rugicaulis Ahti (1993)
- Cladonia rugulosa Ahti (1986) - Guyana, Venezuela
- Cladonia rupestris Ahti - Zimbabwe

## S
- Cladonia salmonea S. Stenroos (1989) - Brasile, Uruguay
- Cladonia salzmannii Nyl. (1887) - Brasile, Guyana
- Cladonia sandstedei Abbayes (1938) - Venezuela, Alabama, Florida
- Cladonia sanguinea Martius{?}
- Cladonia santensis Tuck. (1858) - USA

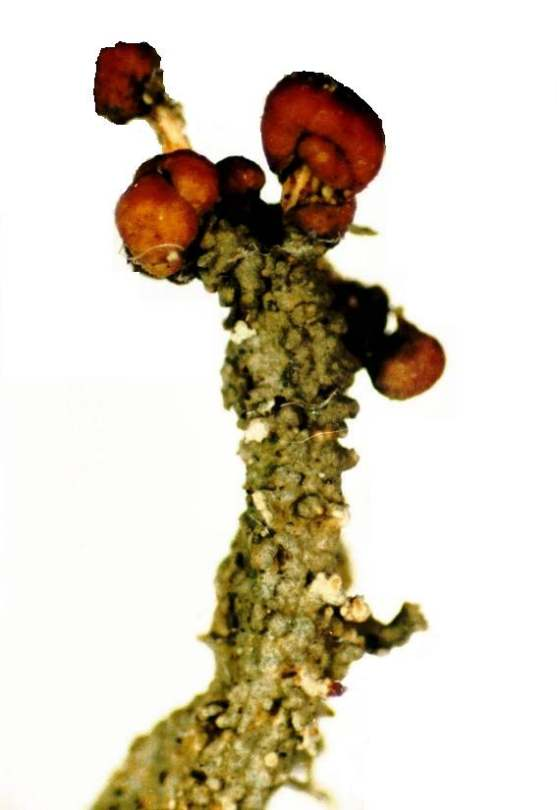
Cladonia scabriuscula

- Cladonia sarmentosa (Hook. f. & Taylor) C.W. Dodge (1948) - Cile, Argentina, Georgia del Sud, Nuovo Galles del Sud
- Cladonia scabriuscula (Delise) Leight. (1875) - cosmopolita
- Cladonia scabriusculata (Delise) Leight. - Lussemburgo
- Cladonia scabrosa (Pers.) C.W. Dodge (1965)
- Cladonia schizopora Nyl. (1860), (= Cladia schizopora)
- Cladonia schofieldii Brodo & Ahti (1996) - Columbia britannica
- Cladonia scholanderi Abbayes (1949) - Costarica, Panama, Venezuela
- Cladonia scutellata Fr. (1846), (= Thysanothecium scutellatum)
- Cladonia secundana Nyl. - Brasile, Guyana
- Cladonia seratophylla (Sw.) Spreng.
- Cladonia shikokiana Asahina (1957)
- Cladonia siamea Abbayes (1956) - Thailandia
- Cladonia signata (Eschw.) Vain. - Brasile, Bolivia, Suriname, Guyana, Venezuela
- Cladonia simulata Robbins - Florida, New York (stato), El Salvador
- Cladonia sinensis S. Stenroos & J.B. Chen (1994)
- Cladonia singhii Ahti & P.K. Dixit (2002)
- Cladonia singularis S. Hammer (1993) - Columbia britannica
- Cladonia sipeana Gyeln. (1934)
- Cladonia sipmanii Ahti (2000)
- Cladonia skottsbergii H. Magn. (1942)
- Cladonia sobolescens Nyl. ex Vain. (1892) - USA
- Cladonia sobolifera
- Cladonia solida Vain. (1894) - Costarica, Brasile, Venezuela
- Cladonia solitaria H. Magn. (1942) - Oceania, Isole Hawaii
- Cladonia sorediosocapitata B. de Lesd. (1936)
- Cladonia southlandica W. Martin (1962) - Nuova Zelanda, Nuovo Galles del Sud, Australia occidentale
- Cladonia sparassa (Ach.) Hampe (1852)
- Cladonia spathulata Ahti (2000)
- Cladonia sphacelata Vain. - Brasile, Guyana, Zimbabwe, Oceania, Venezuela
- Cladonia sphaerulifera Taylor - Isole Sao Tomé e Principe (Golfo di Guinea)
- Cladonia spiculata (Ach.) Ahti (1983)
- Cladonia spinea Ahti (1986) - Brasile, Guayana, Venezuela
- Cladonia spinescens Hoffm. (1796)
- Cladonia sprucei Ahti (1961)
- Cladonia spumosa (Flörke) Sandst. (1912), (= Cladonia portentosa)

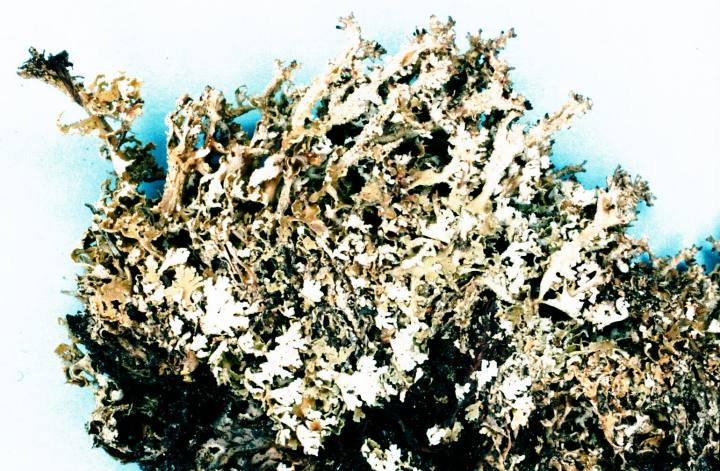
Cladonia squamosa

- Cladonia squamosa (Scop.) Hoffm. (1796), (= Cladonia squamosa var. squamosa) - cosmopolita
- Cladonia squamosissima (Müll. Arg.) Ahti (1980) - Cina, Giappone
- Cladonia squamosula Müll. Arg. (1894), (= Cladonia rigida var. rigida) - Nuova Zelanda
- Cladonia stabilis
- Cladonia staufferi Abbayes (1966) - Nuovo Galles del Sud
- Cladonia stellaris (Opiz) Pouzar & Vězda (1971) - Europa, Canada, USA, Corea del Sud, Bhutan, Isole Azzorre, Isole Svalbard
- Cladonia stellata (Flörke) Schaer. (1823)
- Cladonia stenophyllodes Vain. (1894) - Venezuela
- Cladonia stereoclada Abbayes (1946) - Regno Unito, Isole Canarie, Isole Azzorre
- Cladonia steyermarkii Ahti (1986) - Guyana, Venezuela
- Cladonia strangulata S. Hammer (2003)
- Cladonia strepsilis (Ach.) Vain. (1894) - Europa, USA, Brasile, Uruguay, Cina, Giappone, Guyana, Taiwan
- Cladonia stricta (Nyl.) Nyl. (1869) - Scandinavia, Cina, Mongolia, Austria, Ontario, Polonia, Manitoba, Nunavut, Alaska, New Hampshire(USA)

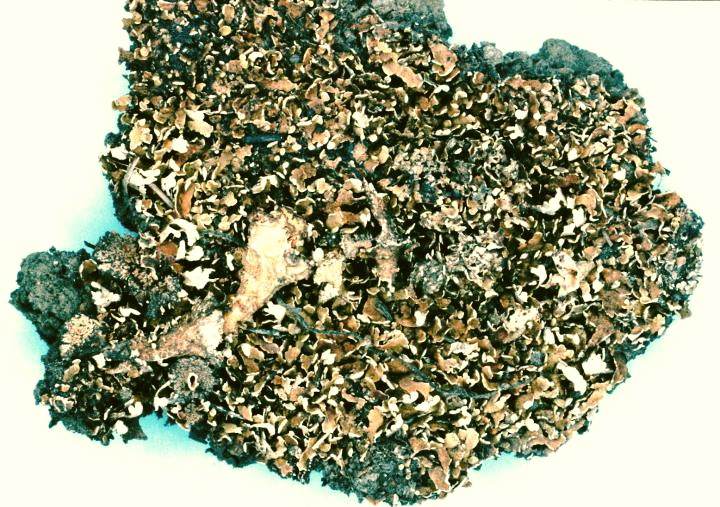
Cladonia strepsilis

- Cladonia stygia (Fr.) Ruoss (1985) - Scandinavia, Regno Unito, Spagna, Austria, Germania, Lituania, Michigan, Wisconsin, Manitoba, Columbia Britannica
- Cladonia subantarctica Filson & A.W. Archer (1986), (= Cladonia subsubulata)
- Cladonia subapodocarpa R.C. Harris - Carolina del Sud (USA)
- Cladonia subcariosa Nyl. (1894) - Uruguay, Spagna, USA, Argentina, Brasile, Nuovo Galles del Sud
- Cladonia subcervicornis (Vain.) Kernst. (1900) - Finlandia, Manitoba, Irlanda, Islanda, Svezia, Alaska, Danimarca, Portogallo, Spagna, Regno Unito
- Cladonia subcetrariaeformis Asahina
- Cladonia subchordalis A. Evans (1955) - Cile, Argentina
- Cladonia subclavulifera Asahina (1943)
- Cladonia subconistea Asahina (1941) - Giappone, Cina, Corea, Taiwan
- Cladonia subcorallifera Vain.
- Cladonia subcrispata (Nyl.) Vain.
- Cladonia subdecaryana Yoshim. (1968)
- Cladonia subdelicata Nyl. (1866)
- Cladonia subdelicatula Vain. ex Asahina (1963) - Cile, Uruguay, Brasile,
- Cladonia subdigitata Vain. (1876), (= Cladonia ustulata) - Nuova Zelanda
- Cladonia subfimbriata Ahti (2002)
- Cladonia subfurcata (Nyl.) Arnold (1885) - Scandinavia, Canada, Austria, Islanda, Groenlandia
- Cladonia subgracilescens Asahina
- Cladonia subgracilis Sandst. (1938)
- Cladonia subimpexa P.A. Duvign. (1939), (= Cladonia portentosa)
- Cladonia subincrassata S.Y. Guo (1996)
- Cladonia subisabellina Abbayes (1961) - Venezuela
- Cladonia sublacunosa Vain. - Austria
- Cladonia submedusina Müll. Arg. - Venezuela
- Cladonia subminiata S. Stenroos (1989) - Brasile
- Cladonia submitis A. Evans (1943) - USA, Corea del Sud
- Cladonia submultiformis Asahina (1942) - Giappone, Taiwan, Tanzania, Cina
- Cladonia subnemoxyna Sandst. ex Zahlbr. (1941)
- Cladonia subpityrea Sandst. (1928) - Nuovo Galles del Sud, Madagascar, Cina, Tanzania, Uganda, Mauritius, Isole Figi, Isole Hawaii
- Cladonia subpungens Abbayes (1964) - Zimbabwe, Madagascar
- Cladonia subradiata (Vain.) Sandst. (1922) - Costarica, Nuova Caledonia, Kenya, Uganda, Tanzania, Cina, Etiopia, Nuova Guinea, Panama, Bolivia, Brasile
- Cladonia subrangiformis L. Scriba ex Sandst. (1924), (= Cladonia furcata subsp. subrangiformis) - Scandinavia, Serbia, Germania, Lituania, Marocco, Spagna, Paesi Bassi, Rep. Ceca
- Cladonia subreticulata Ahti (1973) - Brasile, Venezuela
- Cladonia subsetacea Robbins ex A. Evans - Alabama, Florida, Carolina del Sud
- Cladonia subsquamosa Kremp. (1873) - Cina, Corea, Argentina, Tanzania, Uganda, Brasile, Madagascar, Cile, Colombia, Oceania, Costarica, Venezuela, Isole Vergini
- Cladonia substellata Vain. - Brasile, Guyana, Argentina
- Cladonia substraminea var. brasiliensis Nyl. - Brasile
- Cladonia substrepsilis Sandst. ex Zahlbr. - Giappone, Uruguay
- Cladonia subsubulata Nyl. (1876) - Cile, Argentina, Georgia del Sud
- Cladonia subsylvatica
- Cladonia subtenuis (Abbayes) A. Evans (1944) - USA
- Cladonia subturgida Samp. - Spagna

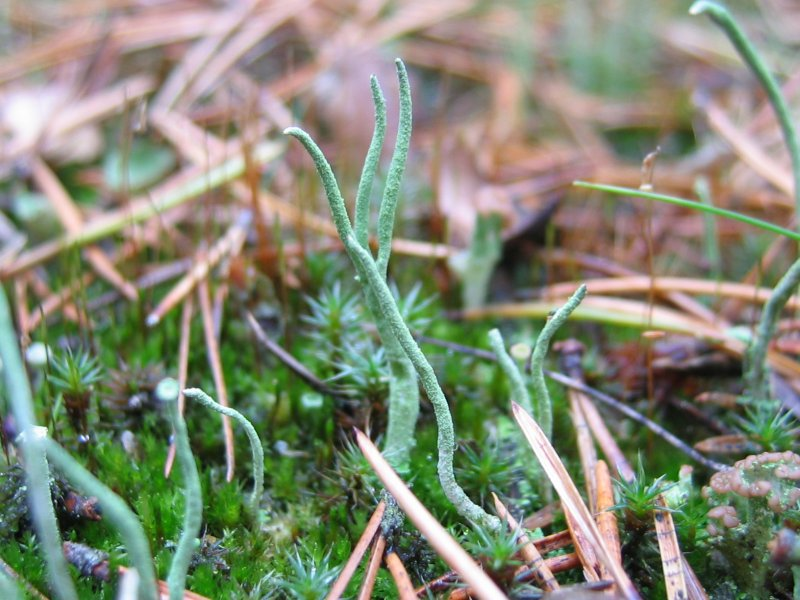
Cladonia subulata

- Cladonia subulata (L.) Weber ex F.H. Wigg. (1780) - cosmopolita
- Cladonia subuliformis
- Cladonia subvermicularis Asahina
- Cladonia subverticillata Nyl.
- Cladonia subvulcanica Abbayes (1952) - Costa d'Avorio
- Cladonia sufflata Ahti (1990) - Guyana, Venezuela
- Cladonia sulcata A.W. Archer (1982), (= Cladonia sulcata var. sulcata) - Australia occidentale, Nuovo Galles del Sud
- Cladonia sullivanii Müll. Arg. (1882), (= Cladia sullivanii)
- Cladonia sulphurina (Michx.) Fr. (1831) - pressoché cosmopolita
- Cladonia surrecta (Flörke) Sandst.
- Cladonia sylvatica (Ach.) Cromb. - India, Sudafrica, Venezuela, Argentina, Alaska, Maryland, Saint Pierre et Miquelon
- Cladonia sylvatica (L.) Hoffm. (1796), (= Cladonia confusa f. confusa)
- Cladonia sylvestris Oeder.
- Cladonia symphoriza Nyl. - Oceania, Argentina
- Cladonia symphycarpa (Flörke) Arnold - Europa, Canada, Usa, Cina, Tunisia, Cile, Argentina
- Cladonia symphycarpia (Flörke) Fr. (1826) - Ungheria, Finlandia, Mongolia, Estonia, Regno Unito, Columbia britannica, Brasile
- Cladonia symphycarpodes Nyl.

## T
- Cladonia tachirae Ahti (2000)
- Cladonia tapperi Ahti & Krog (1987) - Etiopia
- Cladonia tasmanica Ahti (1961) - Tasmania
- Cladonia taurica
- Cladonia tenella Delise ex Schaer. (1850)
- Cladonia tenerrima (Ahti) S. Hammer (2003) - Nuovo Galles del Sud
- Cladonia tenuicaulis Nuno (1972)
- Cladonia tenuiformis Ahti (1961) - Corea del Sud
- Cladonia tenuis (Flörke) Harm. (1907), (= Cladonia ciliata var. tenuis) - India, Isole Azzorre, Indiana (USA)
- Cladonia terebrata (Laurer) Flörke (1828), (= Cladia aggregata)
- Cladonia terrae-novae Ahti (1960) - New York (stato)

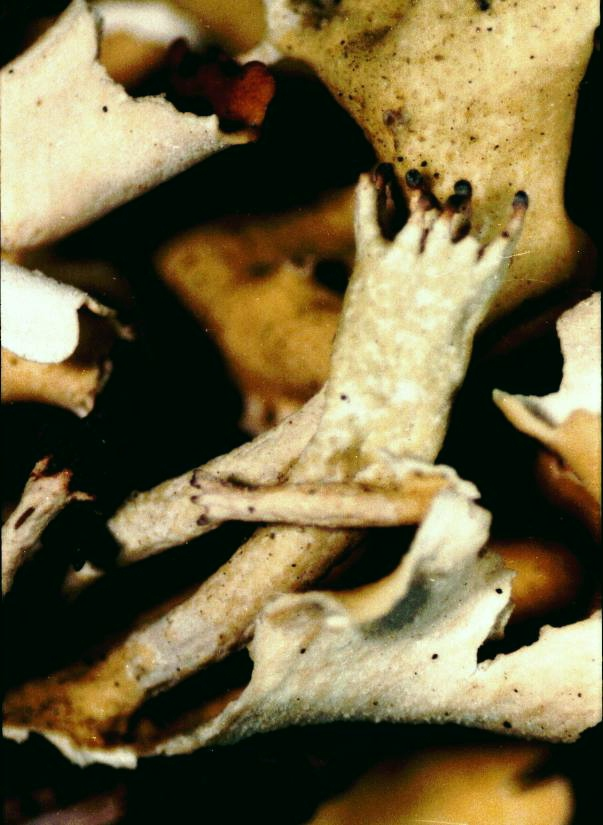
Cladonia turgida

- Cladonia tessellata Ahti & Kashiw. (1984) - Cile, Argentina, Australia occidentale, Nuovo Galles del Sud
- Cladonia testaceopallens Vain. - Brasile
- Cladonia thallostelides
- Cladonia theiophila Asahina (1939) - Giappone
- Cladonia thiersii S. Hammer (1989)
- Cladonia thomsonii Ahti (1978) - Alaska
- Cladonia tixieri Abbayes (1964)
- Cladonia transcendens (Vain.) Vain. - Columbia britannica
- Cladonia transindica Ahti (1961) - Thailandia
- Cladonia trapezuntica
- Cladonia trassii Ahti (1998) - Regno Unito, Islanda, Argentina, Groenlandia, Columbia britannica
- Cladonia tropica Nyl. (1860)
- Cladonia turgida Ehrh. ex Hoffm. (1796) - Canada, USA, Europa, India
- Cladonia turgidior (Nyl.) Ahti (1977) - Brasile, Argentina

## U
- Cladonia uleana Müll. Arg.

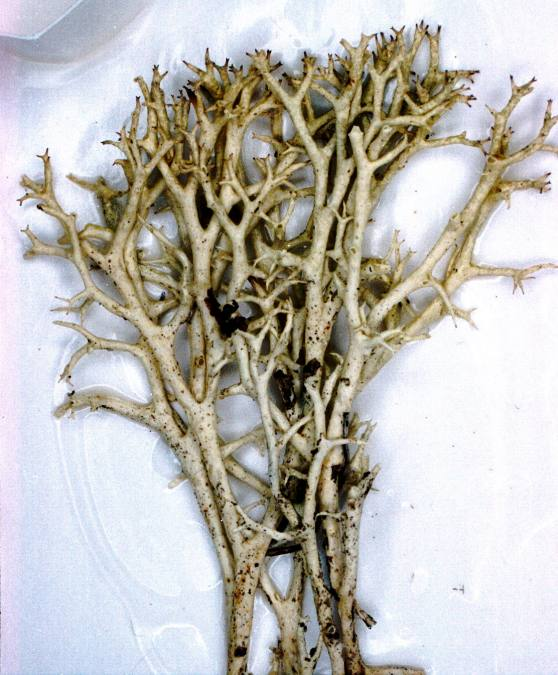
Cladonia uncialis

- Cladonia uliginosa (Ahti) Ahti (1998)
- Cladonia umbellata Ahti & Krog (1987) - Tanzania
- Cladonia umbricola Tønsberg & Ahti (1980), (= Cladonia polydactyla var. umbricola) - Norvegia, Argentina, Cile, Taiwan, Columbia britannica, Montana
- Cladonia uncialis (L.) Weber ex F.H. Wigg. (1780), (= Cladonia uncialis subsp. uncialis) - cosmopolita
- Cladonia uncialis Elenkin & Savicz
- Cladonia uncinata var. brachiata Fr. - Spagna
- Cladonia unicaulis (L.) F.H. Wigg. - Saskatchewan (Canada), Carolina del Sud (USA)
- Cladonia usambarensis Ahti & Krog (1987) - Tanzania
- Cladonia ustulata (Hook. f. & Taylor) Leight. (1867) - Cile, Argentina, Antartide, Georgia del Sud

## V
- Cladonia valida (Abbayes) S. Stenroos (1991)
- Cladonia vareschii Ahti (1986) - Guyana, Venezuela
- Cladonia varians Vain. ex Ahti (1987) - Tanzania, Madagascar, Réunion, Mauritius
- Cladonia variegata Ahti (1990) - Guyana, Venezuela
- Cladonia ventricosa var. macrophylla Schaer. (1833), (= Cladonia macrophylla)
- Cladonia vermicularis
- Cladonia verruculosa (Vain.) Ahti (1978) - Colombia, Venezuela, Montana, Columbia britannica
- Cladonia verticillaris (Raddi) Fr. (1831) - Cina, Brasile, Venezuela, Hong Kong
- Cladonia verticillata (Hoffm.) Schaer. (1823), (= Cladonia cervicornis subsp. verticillata) - USA, Canada, India, Ungheria, Germania, Venezuela, Argentina, Sudafrica
- Cladonia vicaria R. Sant. (1942) - Venezuela
- Cladonia vulcani Savicz (1914) - Cina, Nuova Guinea, Taiwan, Malaysia, Corea del Sud
- Cladonia vulcanica Zoll. & Moritzi (1847) - India, Cina, Nuova Zelanda, Guyana, Venezuela, Florida

## W
- Cladonia wainii Savicz - Corea del Sud
- Cladonia wainioi Savicz - Michigan , Columbia britannica, New York (stato)
- Cladonia weymouthii F. Wilson ex A.W. Archer (1985) - Cile, Argentina, Oceania, Georgia del Sud, Papua Nuova Guinea, Isole Orcadi meridionali
- Cladonia wilsonii A.W. Archer (1984), (= Cladonia sulcata var. sulcata)
- Cladonia wrightii A. Evans (1950)

## X
- Cladonia xanthoclada Müll. Arg. (1882), (= Cladonia capitellata var. interhiascens)

## Y
- Cladonia yunnana (Vain.) Abbayes (1958) - Cina, Giappone, India, Nuova Guinea, Taiwan, Bhutan

## Z
- Cladonia zopfii Vain. (1920) - Germania, Spagna, Svezia, Danimarca, Rep.Ceca, Polonia, Regno Unito, Irlanda, Paesi Bassi